# Charles Andrew Willoughby
Charles Andrew Willoughby (8 maart 1892 - 25 oktober 1972) was een Majoor-generaal in het US Army. Hij was hoofd van de inlichtingendienst van generaal Douglas MacArthur tijdens de Tweede Wereldoorlog en tijdens de Koreaanse Oorlog.

## Levensloop
Zijn achtergrond is vaag. Mogelijk heette hij Adolph Karl Weidenbach, werd hij op 8 maart 1892 in Heidelberg geboren en studeerde hij in Heidelberg en aan de Sorbonne. Waarschijnlijk was hij de zoon van Baron T. Scheppe-Weidenbach en Emma Willoughby Scheppe-Weidenbach uit Baltimore, Maryland.
Toen hij in 1910 naar de Verenigde Staten emigreerde gebruikte hij de naam Willoughby. In oktober van dat jaar nam hij dienst in het Amerikaanse leger. In 1913 werd hij uit de dienst ontslagen en ging hij studeren aan het Gettysburg College in Gettysburg (Pennsylvania), waar hij enige vrijstellingen kreeg wegens zijn drie studiejaren in Europa. In 1914 haalde hij zijn Bachelor.
Vanaf 1914 gaf daar drie jaar lang Duitse les op diverse scholen. In 1916 kwam hij als 2de luitenant met de naam Adolph Charles Weidenbach weer in het leger. Hij werd naar Europa gestuurd en werd in 1917 gepromoveerd tot kapitein. Nog voor het einde van de oorlog werd hij naar Washington teruggeroepen wegens mogelijke pro-Duitse gevoelens. Later (voor 1930) veranderde hij zijn naam in Charles Andrew Willoughby.
In 1919 ging hij als Willoughby bij het Infanterie in Nieuw Mexico, en na twee jaar werd hij overgeplaatst naar Puerto Rico. Daar werd hij getraind door de inlichtingendienst. Hij trouwde met Juana Manuela Rodríguez Umpierre  en kreeg een dochter. Daarna werd hij militair attaché in Ecuador. 
In 1929-1930 maakte hij deel uit van de staf van de militaire academie, en in 1931 gaf hij daar les. In 1936 werd hij gepromoveerd tot luitenant-kolonel.

### Tweede Wereldoorlog
Willoughby kwam bij de staf van Douglas MacArthur en werd hoofd van de inlichtingendienst. Dat bleef hij tot na de Koreaanse Oorlog. Na de Japanse invasie in de Filipijnen vluchtte hij op bevel van Washington met MacArthur en Joseph McMicking op 17 maart 1942 van Manilla via Mindanao naar Australië. 
Willioughby ging in 1951 met pensioen. Hij ging naar Spanje en werd adviseur van dictator Francisco Franco. In 1968 verhuisde hij met zijn vrouw naar Florida. Hij overleed in 1972 en zijn lichaam werd begraven op het Arlington National Cemetery. Hij werd opgenomen in de erelijst Military Intelligence Hall of Fame.

## Onderscheidingen
Willoughby werd achttien keer onderscheiden.
| Amerika - Distinguished Service Cross (DSC) - Army Distinguished Service Medal (DSM) - Silver Star Medal (SSM) - Legioen van Verdienste (LOM) - Overwinningsmedaille WWI (WW1VM) - American Defense Service Medal (ADSM) - Asiatic-Pacific Campaign Medal (APCFCM) - World War II Victory Medal (WW2VM) - Army of Occupation Medal (AOM) - National Defense Service Medal (NDSM) - Korean Service Medal (KSM) - United Nations Korea Medal (UNKM) | Ecuador - Order of Abdon Calderón (OAC) Italië - Orde van Sint-Mauritius en Sint-Lazarus (OSSML), Commandeur Nederland - Orde van Oranje-Nassau (ON), Groot-Officier Philippijnen - Distinguished Service Star (DSS) - Philippine Defense Medal (DM) - Philippine Liberation Medal (LM) |

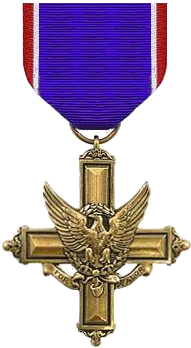
DSC
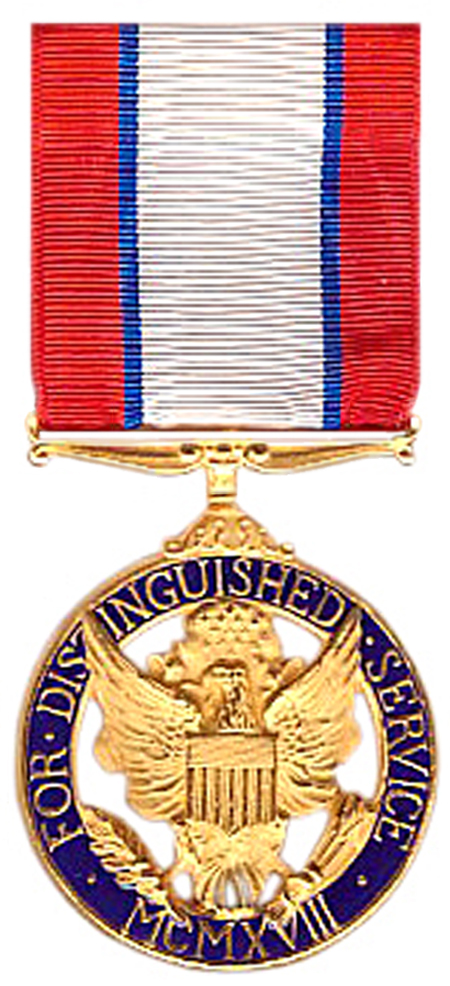
DSM
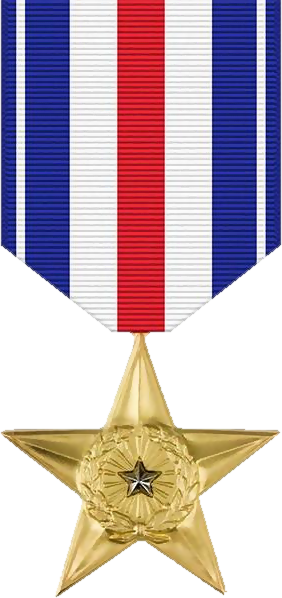
SSM
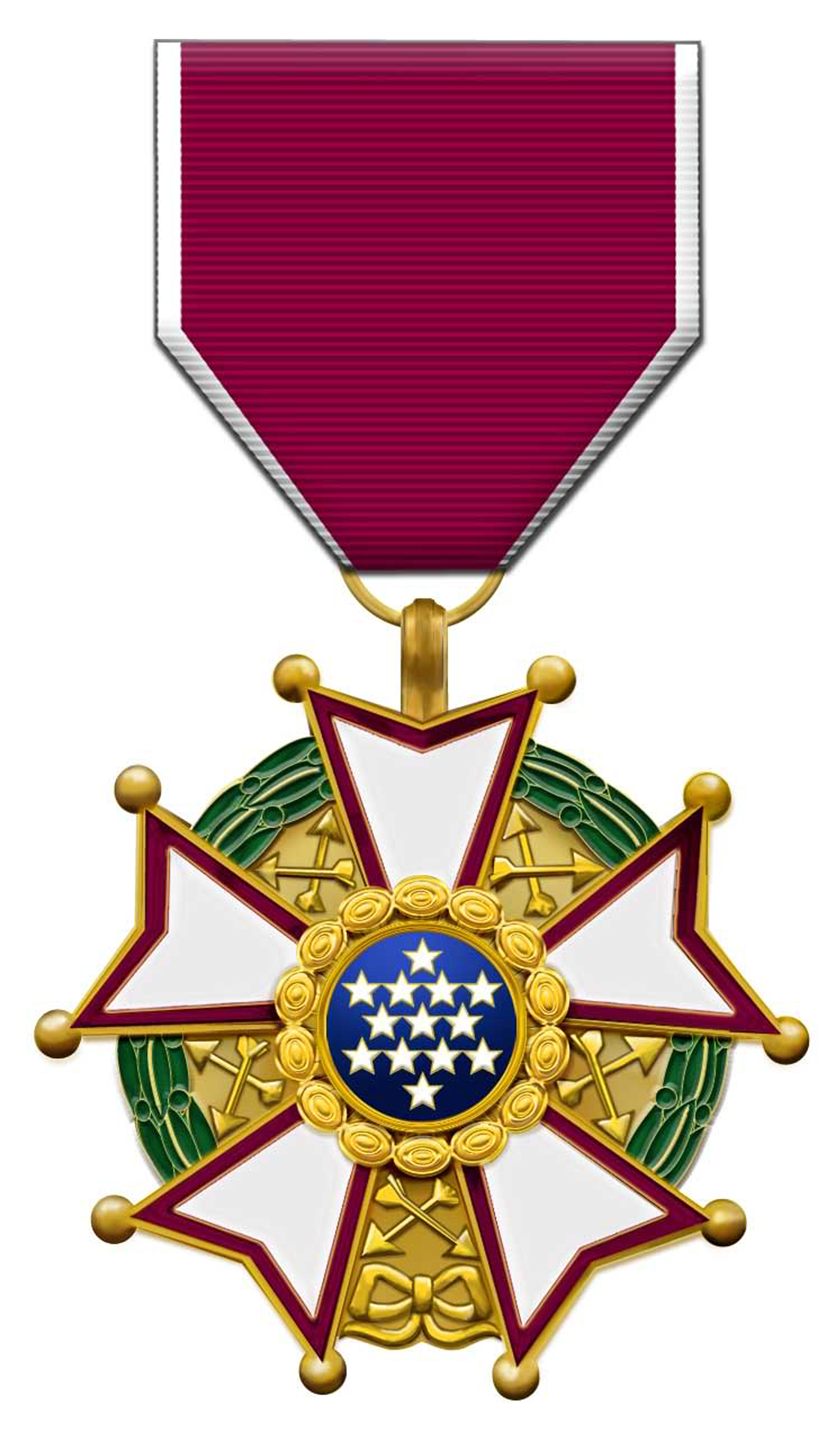
LOM
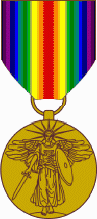
WW1VM
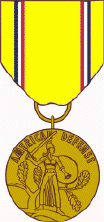
ADSM
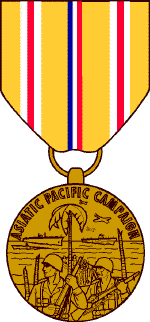
APCFCM
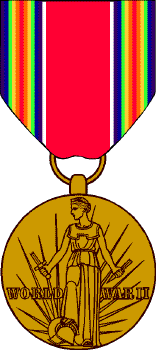
WW2VM
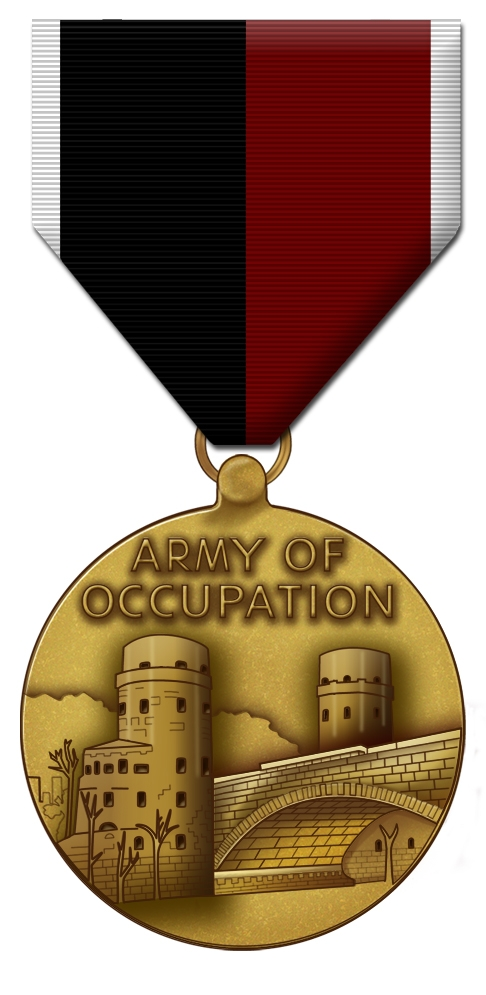
AOM
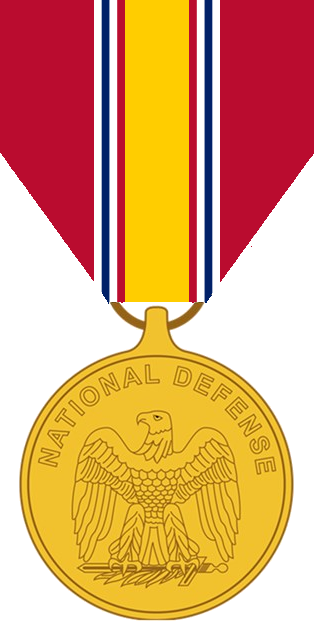
NDSM
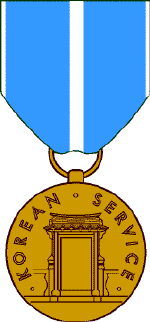
KSM
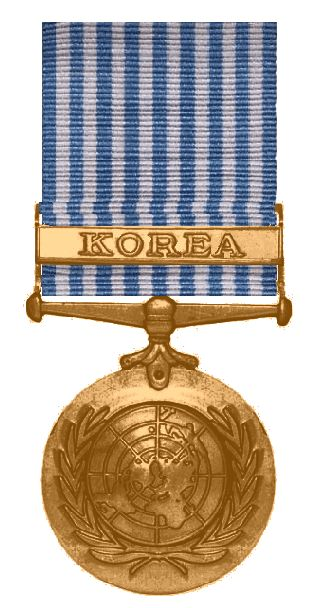
UNKM
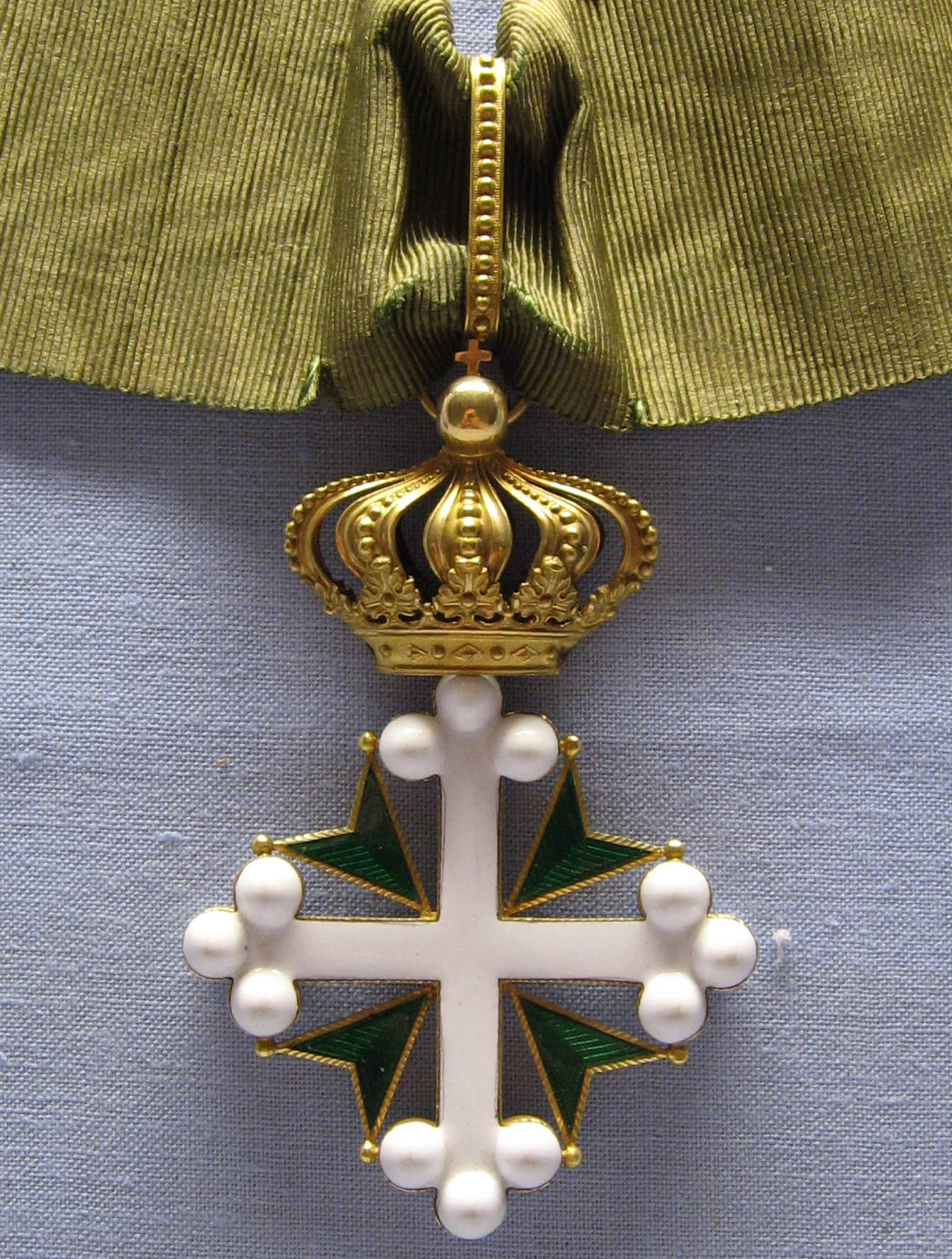
OSSML
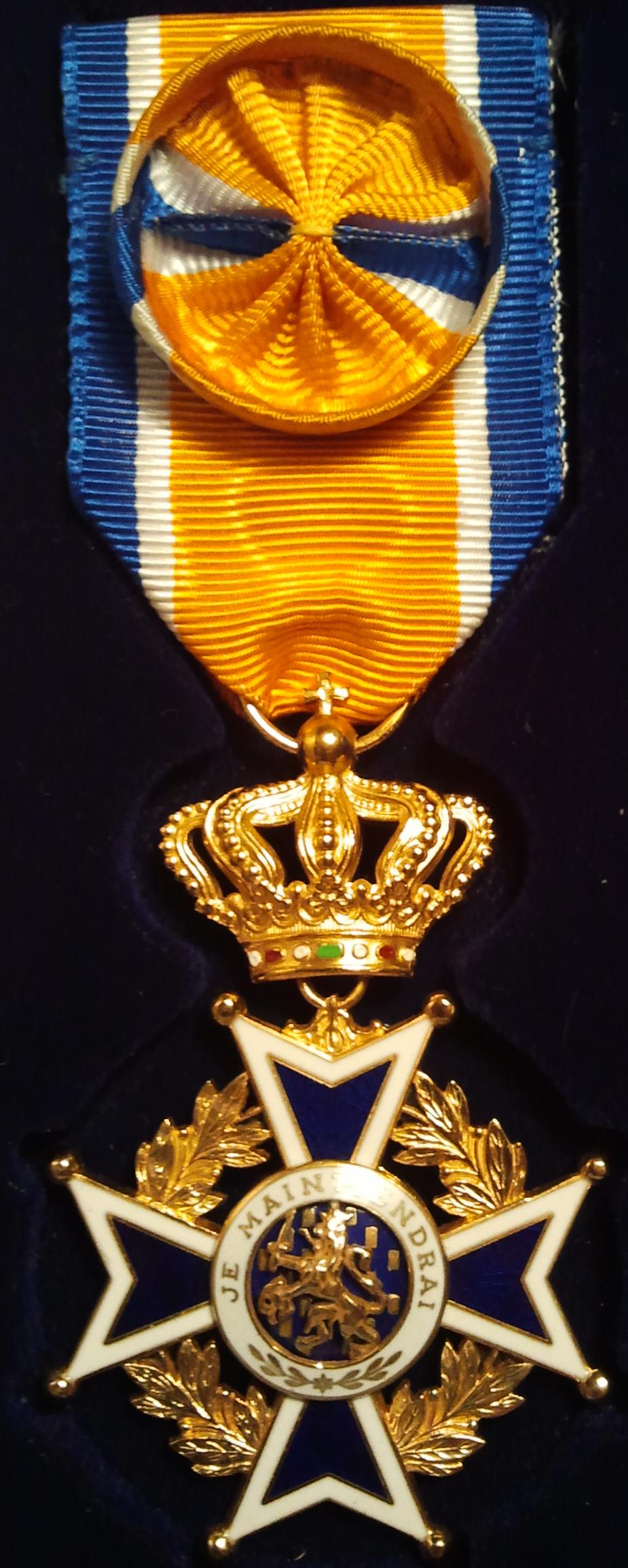
ON
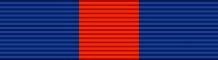
DSS
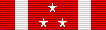
DM
LM
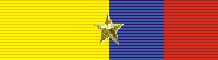
OAC